# Homoneura insularis
Homoneura insularis är en tvåvingeart som beskrevs av Shatalkin 1995. Homoneura insularis ingår i släktet Homoneura och familjen lövflugor. Inga underarter finns listade i Catalogue of Life.